# Perdiguera
Perdiguera – gmina w Hiszpanii, w prowincji Saragossa, w Aragonii, o powierzchni 109,77 km². W 2011 roku gmina liczyła 645 mieszkańców.